# Jørgen Kanding
Jørgen Kanding (født 23. marts 1938 i Kølstrup, død 27. juli 2009) var en dansk bibliotekar og rejseleder.
Var ansat på Slagelse Centralbibliotek fra 1966, fra 1970-1992 som stadsbibliotekar. Jf. Slagelse Bibliotekerne.
Han blev biblioteksleder i 1970 og samtidig centralbibliotekar for hele Vestsjællands Amt. Han fik tidligt indført nye biblioteksmedier som fx filmforevisninger og musikudlån allerede i starten af 1970'erne. Han fik i 1975 musikbibliotekarernes pris for at have forsvaret musikudlånet som lige så relevant som bogudlånet.
Han var stærkt engageret i byens kulturliv: kulturkreds, teater, støttede oprettelse af lokalradio og lokal-tv og var medlem af Sct. Mikkels Kirkes menighedsråd.
Jørgen Kanding er begravet ved Sct. Mikkels Kirke.